# Estação Ferroviária de Bodiosa
A Estação Ferroviária de Bodiosa foi uma interface da Linha do Vouga, que servia a freguesia de Bodiosa, no Distrito de Viseu, em Portugal.

## Descrição
A superfície dos carris (plano de rolamento) da estação ferroviária de Bodiosa ao PK 129+200 situa-se à altitude de 44 990 cm acima do nível médio das águas do mar. O edifício de passageiros situa-se do lado norte da via (lado esquerdo do sentido ascendente, para Viseu).

## História

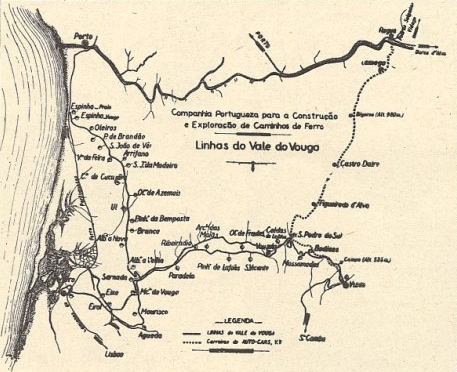
Mapa da Rede do Vouga, onde está assinalada a estação de Bodiosa.

O lanço da Linha do Vouga entre Bodiosa e Viseu abriu à exploração em 5 de Setembro de 1913, tendo sido construído pela Compagnie Française pour la Construction et Exploitation des Chemins de Fer à l'Étranger. A ligação entre Bodiosa e Vouzela entrou ao serviço em 5 de Fevereiro de 1914, sendo o lanço que faltava para concluir a Linha do Vouga.
Em 1935, foi instalada uma via de saco nesta estação. Em 10 de Março de 1940, foi autorizado o carregamento de vagões completos no Desvio de Campo, ao PK 135+500 da Linha do Vouga, que ficou subordinado à estação de Bodiosa.
Em 1 de Janeiro de 1947, a exploração da Linha do Vouga passou para a Companhia dos Caminhos de Ferro Portugueses.
O lanço entre Sernada do Vouga e Viseu foi encerrado no dia 2 de Janeiro de 1990.
Em 2008, a Rede Ferroviária Nacional vendeu todo o património ferroviário no Concelho de Viseu à autarquia, com o propósito de o reabilitar e atribuir novas utilizações, embora algumas das antigas estações, incluindo a de Bodiosa, estivessem nesse momento a servir de alojamento para famílias. Os edifícios da antiga estação de Bodiosa estão atualmente ao serviço da junta de freguesia local, albergando a respetiva sede e diversos equipamentos públicos.